# Anteprojeto de Carmen Portinho para a construção de Brasília

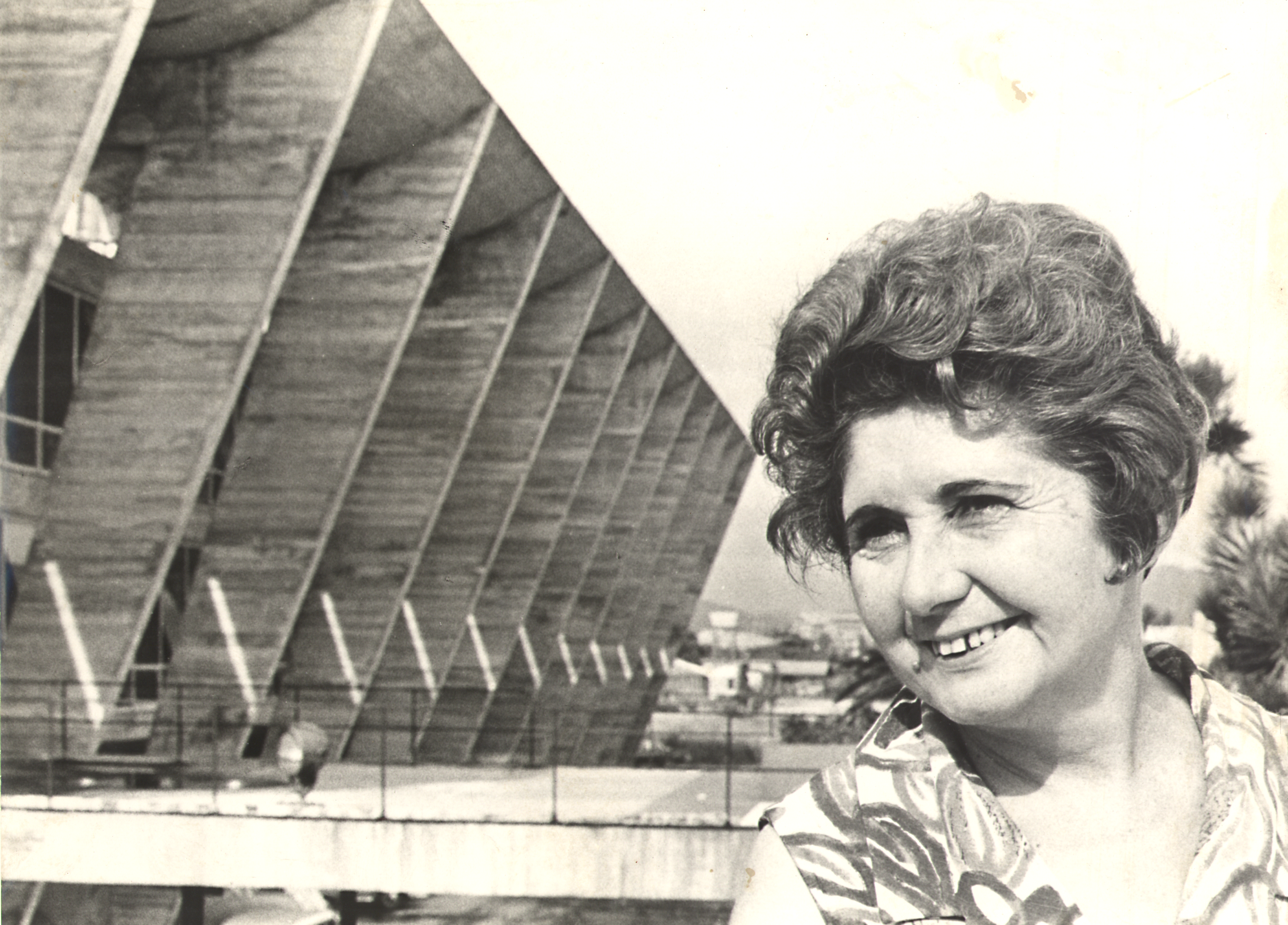
Carmen Portinho, autora do anteprojeto

O anteprojeto de Carmen Portinho para a construção de Brasília foi elaborado no ano de 1936, pela engenheira Carmen Portinho, que apresentou a proposta para se tornar pós-graduada em Urbanismo, tendo sido a primeira mulher a conseguir. Se destaca por ser a primeira proposta com características do urbanismo moderno para a cidade. O Anteprojeto realizado por Portinho mostra que o plano piloto que de fato foi construído não foi a primeira proposta urbanística para a capital.

## Planos urbanísticos realizados para a nova capital do Brasil
Por se tratar de um plano inovador e diferenciado, pode-se cogitar que o plano urbanístico feito por Lúcio Costa e pelos outros arquitetos no Concurso para o Plano Piloto de Brasília na década de 1950 fossem os primeiros do tipo. Contudo, isso não é verdade. Em realidade, trinta e duas propostas urbanísticas foram feitas ao longo de 30 anos, entre 1927 e 1957. Vinte e cinco delas estão registradas no livro de autoria de Jeferson Tavares, "Projetos para Brasília: 1927 – 1957", publicado em 2014. Nesse contexto, encontra-se Carmen Portinho, que quase duas décadas antes do Concurso para o Plano Piloto de Brasília criou um projeto que já continha várias características que se encontram hoje na capital.
Carmen Portinho apresentou uma proposta para a cidade de Brasília em uma tese chamada "Anteprojeto para a futura capital do Brasil no Planalto Central", na Universidade do Distrito Federal em 1936 para obter o grau de pós-graduada em urbanismo. Seu plano estabelecia um formato associado ao de um transatlântico e propunha que a cidade abrigasse cerca de dois milhões de moradores. Ele se inspirava na Ville Radieuse de Le Corbusier. O contato de Portinho com as ideias e teorias deste arquiteto franco-suíço se deu por meio da leitura de seus livros. Acerca destes, em entrevista, Portinho diz: "mal eram editados e eu os lia todos. Só existiam no começo em francês, mas, como falo francês bem, eu lia tudo de Le Corbusier". Ela também responde sobre se as obras este arquiteto foram importantes para sua carreira: "Sim, muito importantes: deram uma orientação decisiva na minha vida profissional. Tanto que, quando na universidade do então Distrito Federal se fundou um curso de urbanismo a nível de pós-graduação, eu me matriculei logo na primeira turma. Freqüentei três anos, defendi a tese e tirei o diploma de urbanista. Minha tese foi inteiramente baseada nos princípios de Le Corbusier".
O projeto de Portinho foi publicado na revista da Prefeitura do Distrito Federal, importante periódico dedicado à divulgação da arquitetura e do urbanismo moderno.

## Carmen Portinho
Carmen Velasco Portinho (Corumbá, 26 de janeiro de 1903 — Rio de Janeiro, 25 de julho de 2001) foi uma engenheira, urbanista e feminista brasileira. Seu marido era Afonso Eduardo Reidy, importante arquiteto brasileiro. Primeira mulher no país a ganhar o título de urbanista, em 1939, com diploma assinado por Mário de Andrade, ela também havia sido a terceira mulher a se graduar, em 1925, em engenharia pela Escola Politécnica da Universidade do Brasil - hoje Universidade Federal do Rio de Janeiro. Em 1937 fundou a Associação Brasileira de Engenheiras e Arquitetas (ABEA), que tinha por objetivo inserir as mulheres recém-formadas no mercado de trabalho. Trabalhou na Diretoria de Obras e Viação da Prefeitura da Capital Federal e lecionou no Colégio Dom Pedro II, ambos no Rio de Janeiro. Foi diretora do Departamento de Habitação Popular, na década de 1950, e nesse contexto propôs a construção do conjunto residencial ‘Pedregulho’, no bairro de São Cristóvão e o da Gávea. Ambos possuíam sua volumetria inspirada em propostas urbanas realizadas por Le Corbusier em 1929, configurando-se como fitas ondulantes.
Após sua formação como urbanista e apresentação do Anteprojeto para a nova capital, Portinho, recebeu uma bolsa do Conselho Britânico para estagiar junto às comissões de reconstrução e remodelação das cidades inglesas destruídas pela guerra.

## Características do Anteprojeto
Portinho baseou o seu projeto no que se tinha de concreto do planejamento urbano na década de 1930, com a projeção de edifícios próximos a rios que eram afluentes do Rio Paranoá, bastante próximo ao local onde Brasília foi de fato construída anos depois. Pode ser considerada a primeira proposta modernista para a cidade com sua tendência funcionalista, tendo sido setorizado em zonas residenciais, industriais, de negócios, centro cívico, centro cultural, parques, zona de transporte, setor hoteleiro e de embaixadas. Outras coisas em comum com o plano piloto construído são as superquadras, que tinham 700 por 200 metros e prédios sobre pilotis.
O projeto de Carmen Portinho previa uma setorização monofuncional. Ou seja, disponha de uma organização que evitava a lógica das ruas tradicionais, nas quais se misturam usos diferenciados. Essa rígida configuração seria imposta pelo zoneamento. De modo geral, e semelhantemente ao que ocorreu de fato em Brasília, a cidade de Portinho seria dividida em quatro zonas funcionais, demarcadas por eixos monumentais. A moradia ocorreria em blocos coletivos, com terraços ocupados não por jardins, como sugerira Le Corbusier, mas por praias artificiais. Em termos de implantação, a cidade seguiria diretrizes dadas pela própria natureza - a topografia e o lago. Em termos de circulação, a proposta de Portinho apostava em altas velocidades para os veículos particulares e, para o transporte coletivo, em plataformas integradores. O projeto seguiu diversas diretrizes da "Carta de Atenas", de autoria de Le Corbusier.

## Carmem Portinho, Reidy e o Concurso de Brasília
Nem Carmem Portinho, nem seu companheiro e parceiro de muitos projetos, o arquiteto Affonso Eduardo Reidy, participaram do Concurso para o Plano Piloto de Brasília. Ele defendia a presença de arquitetos estrangeiros no planejamento da cidade junto com Roberto Burle Marx - Oscar Niemeyer liderava o Departamento de Arquitetura da Novacap e não permitia, seguindo as ordens do presidente Juscelino Kubitschek que não queria estrangeiros devido ao caráter nacionalista do projeto. Não tendo sua ideia atendida, Reidy nunca mais falou do assunto, mas Carmem comentou em certa ocasião que o concurso foi "um jogo de cartas marcadas".